# Calileptoneta cokendolpheri
Espèce
Calileptoneta cokendolpheri est une espèce d'araignées aranéomorphes de la famille des Leptonetidae.

## Distribution
Cette espèce est endémique d'Oregon aux États-Unis. Elle se rencontre dans le comté de Lane.

## Description
Le mâle holotype mesure 2,33 mm et la femelle paratype 2,47 mm.

## Étymologie
Cette espèce est nommée en l'honneur de James Craig Cokendolpher.

## Publication originale
- Ledford, 2004 : A revision of the spider genus Calileptoneta Platnick with notes on morphology, natural history, and biogeography (Araneae: Leptonetidae). Journal of Arachnology, vol. 32, no 2, p. 231-269 (texte original).